# Tockus
A Tockus a madarak osztályába, a szarvascsőrűmadár-alakúak (Bucerotiformes) rendjébe és a szarvascsőrűmadár-félék (Bucerotidae) családjába tartozó nem. 

## Rendszerezésük
A nemet René Primevère Lesson francia ornitológus írta le 1830-ban, az alábbi 10 faj tartozik ide:
- sárgacsőrű tokó (Tockus flavirostris)
- déli sárgacsőrű tokó (Tockus leucomelas)
- Jackson-tokó (Tockus jacksoni)
- Van der Decken-tokó (Tockus deckeni)
- namíbiai tokó vagy Monteir-tokó (Tockus monteiri)
- Tockus damarensis
- Tockus rufirostris
- piroscsőrű tokó vagy vöröscsőrű tokó (Tockus erythrorhynchus)
- Tockus kempi
- Tockus ruahae

## Képek

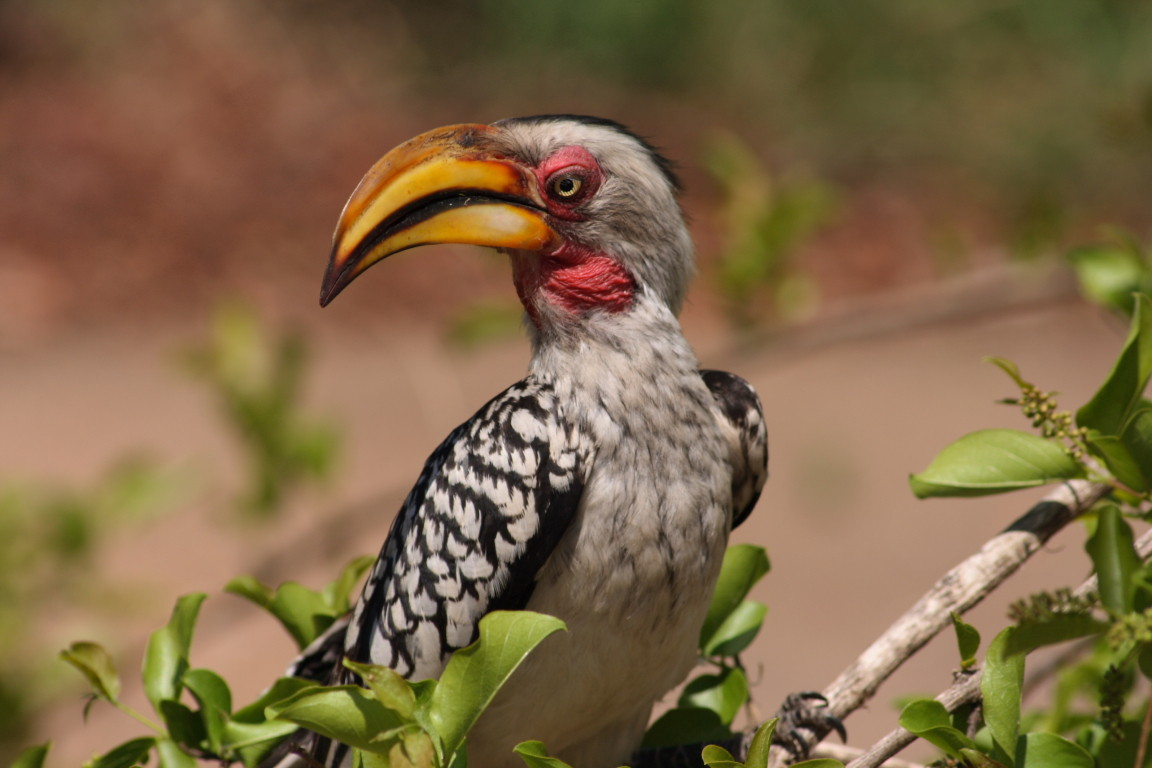
Déli sárgacsőrű tokó (Tockus leucomelas)
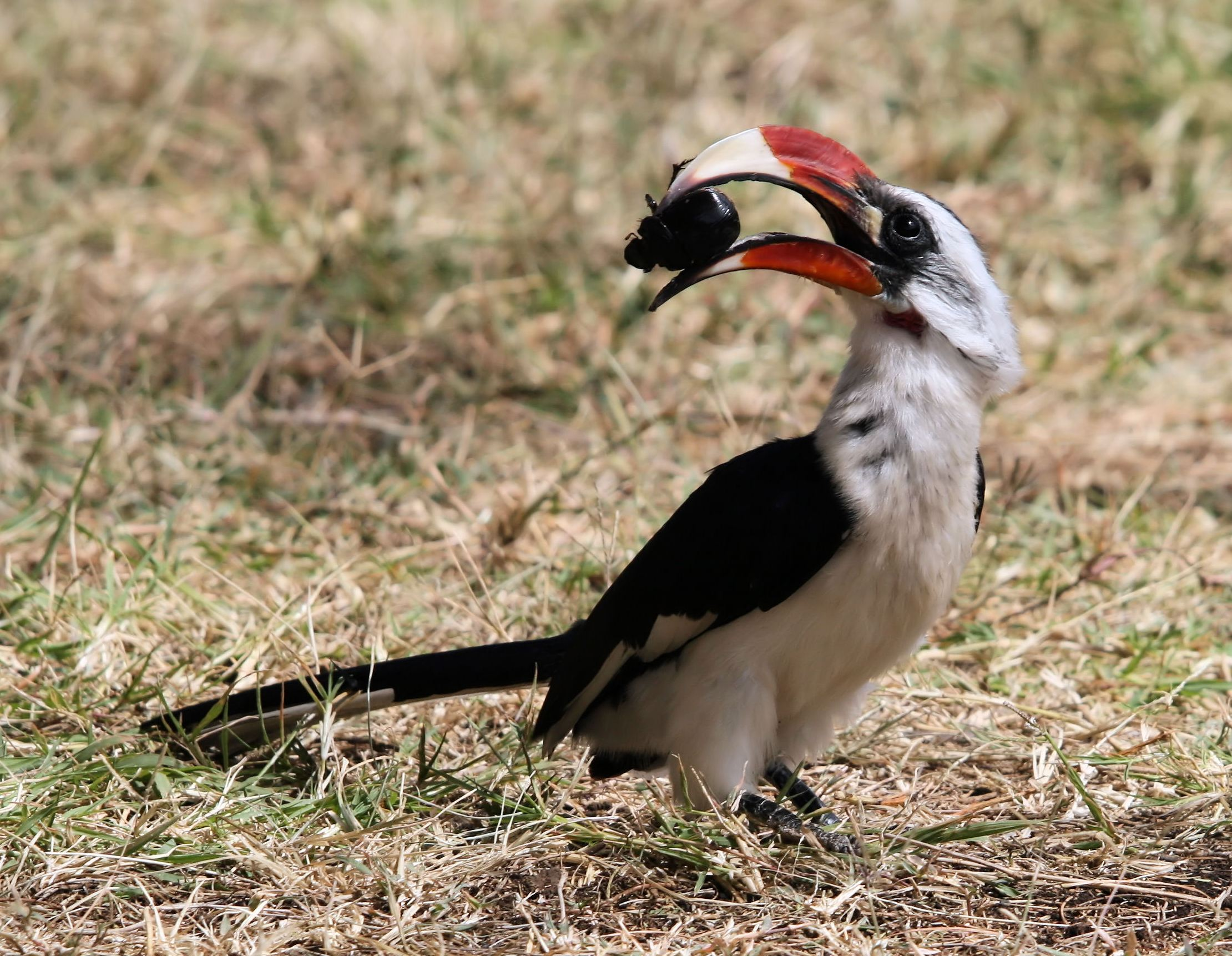
Van der Decken-tokó (Tockus deckeni)
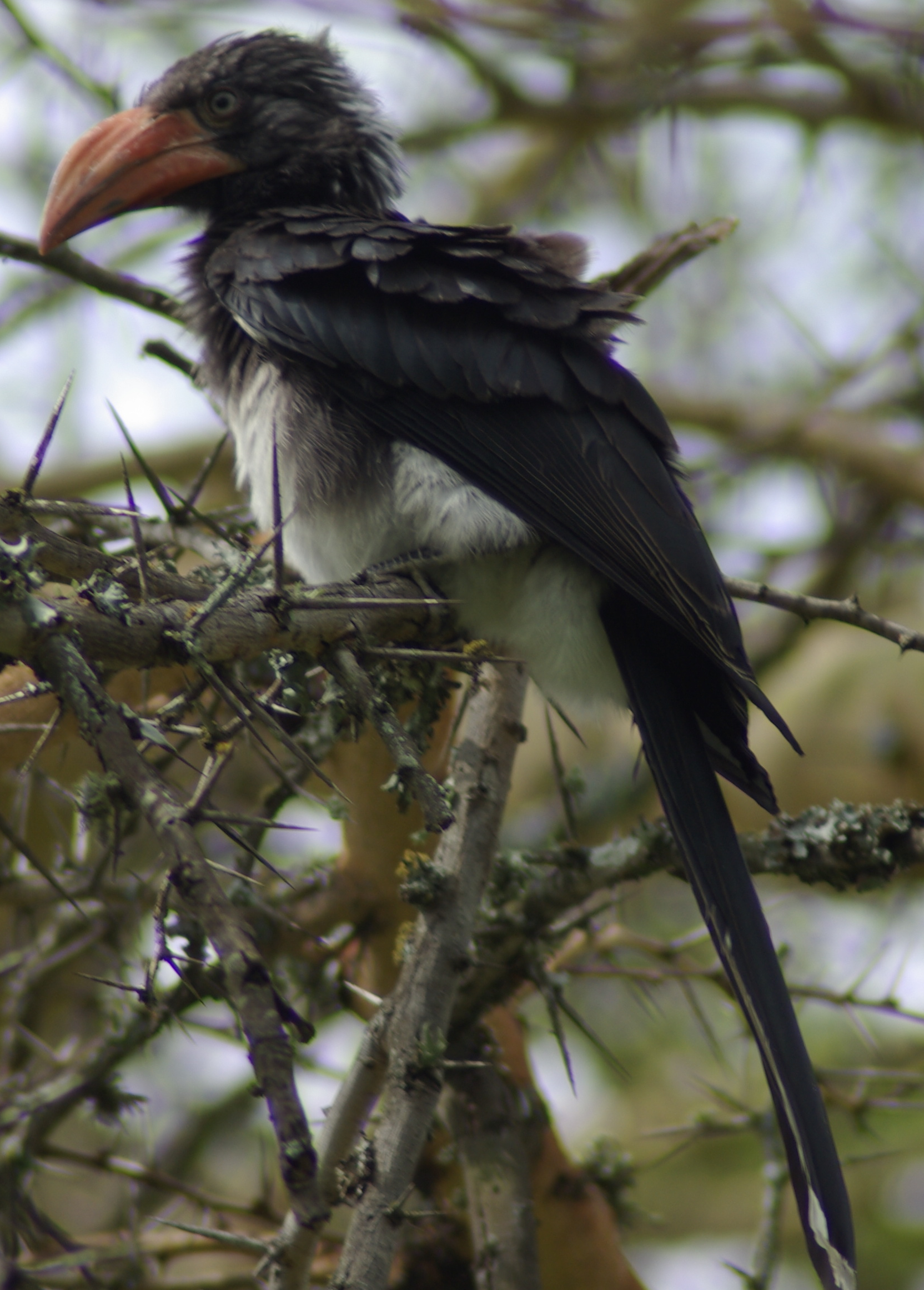
Koronás tokó (Tockus alboterminatus)
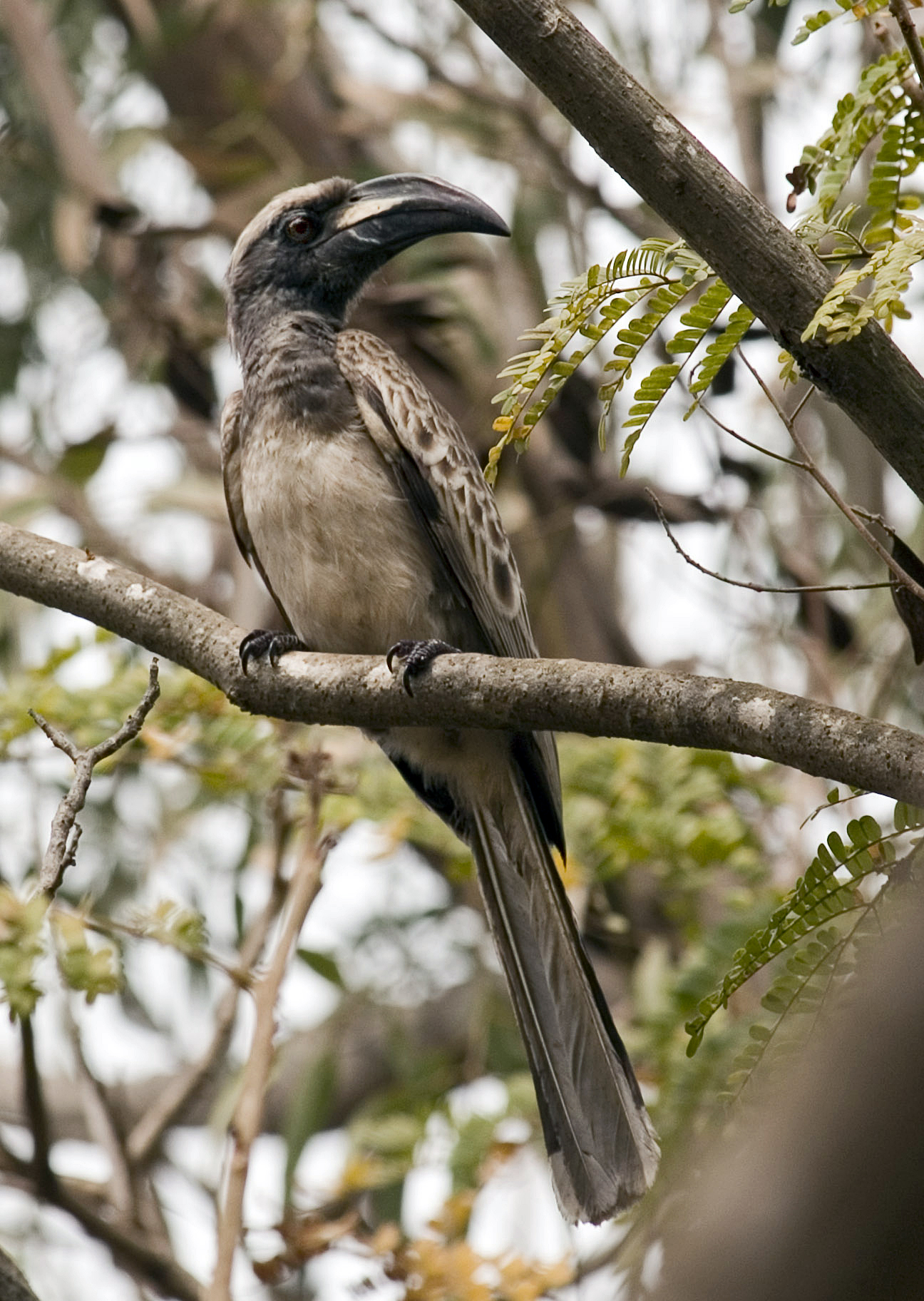
Szürke tokó (Tockus nasutus)